# 少年たち (テレビドラマ)
『少年たち』（しょうねんたち）は、NHK総合テレビ『NHKドラマ館』や『月曜ドラマシリーズ』枠で放送されたテレビドラマ。家庭裁判所の調査官である広川一を中心に、地方の家庭裁判所を舞台に繰り広げられる少年犯罪を扱ったドラマである。

## 作品説明
家庭裁判所の調査官である広川一。彼が犯罪を犯した少年、少女たちに正面から向かい合い、事件の真相を調査してゆく。その過程で、少年たちの家庭環境や境遇などのバックグラウンドが明らかにされる。
この作品は、パート1からパート3まであり、暴走族、援助交際などをテーマとして取り上げている。どの作品も、今なお再放送の要望が多い作品でもある。2006年10月27日に株式会社NHKエンタープライズから『少年たち』『少年たち2』『少年たち3』全話のDVDが発売された。
なお、パート1の原案は、当時家裁調査官だった藤川洋子の『わたしは家裁調査官』である。

## 少年たち
1998年12月5日から12月19日までNHKドラマ館で放映(5・12・19日放送)。全3回。

### スタッフ
- 脚本：矢島正雄
- 演出：岡崎栄、吉永証
- 音楽：渡辺俊幸

### キャスト
- 広川一（上川隆也） - 家庭裁判所・新任調査官
- 小田朋子（麻生祐未） - 家庭裁判所・調査官
- 新堂保（地井武男） -  家庭裁判所・主任調査官
- 外山勝四郎（不破万作） - 管理員
- 上野孝（国枝量平）
- 松下圭（相葉雅紀） -
- 角田晋也（山下智久）[1] -
- 神崎理架（吉野紗香） -
- 杉田耕一（高橋一生） -
- 松下経雄（萩原流行） - 圭の父
- 角田理恵（烏丸せつこ） -晋也の母
- 神崎由美子（岩崎宏美） - 理架の母
- 杉田新一郎（黒沢年男） - 耕一の父

### タイトル
- 第1回「鑑別所送致」
- 第2回「試験観察」
- 第3回「最終審判」

## 少年たち2
2001年8月16日から8月18日までドラマスペシャルとして放映。全3回。

### スタッフ
- 脚本：矢島正雄
- 演出：岡崎栄、中村高志、磯智明
- 音楽：渡辺俊幸

### キャスト
- 広川一（上川隆也） - 家庭裁判所・調査官
- 原君子（木野花） - 家庭裁判所・調査官
- （加納幸和） - 家庭裁判所・主任調査官
- （山﨑努） - 家庭裁判所・家庭裁判所長
- （北村有起哉） -
- （浅見れいな） -
- （高岡蒼甫） -
- （津田寛治） -
- （有森也実） - 江守恵利
- （永井杏） -
- （浜畑賢吉） -
- （高泉淳子） -保育士

## 少年たち3
家庭裁判所の調査官、「広川一」が「少年たち2」に引き続き、今度は中信濃支部に転任してきた。転任早々オヤジ狩りの現場を目撃する。近隣の美和支部へ応援に行くことになり、主任調査官の小田朋子（麻生祐未）とともに、このオヤジ狩りの加害者5人の少年たちを調査することとなるが…
2002年8月19日から9月9日まで月曜ドラマシリーズで放映。全5回。

### スタッフ
- 脚本：矢島正雄
- 演出：岡崎栄、磯智明、田中正
- 音楽：渡辺俊幸

### キャスト
- 広川一（上川隆也） - 家庭裁判所・調査官
- 小田朋子（麻生祐未）[2] - 家庭裁判所・美和支部・主任調査官
- 沢田虎一（小林桂樹） - 元・家庭裁判所・調査官
- 中山章之助（金田明夫）[3] - 家庭裁判所・主任調査官
- 渡部龍冶（浅野和之） - 家庭裁判所・書記官
- 田中英悟（きたろう） - 刑事
- 北川晃一（新井浩文） - 加害者 - 18歳
- 森本ミチ（近藤綾子） - 加害者 - 16歳
- 海野友紀（成宮寛貴） - 加害者 - 18歳
- 青木卓也（斎藤羅慈） - 加害者 - 17歳
- 千田敬輔（佐々木和徳） - 加害者 - 16歳
- 金子邦彦（遠藤雄弥） - 加害者 - 16歳
- 森本建太郎（大谷亮介） - ミチの父親・地元有力者
- 森本涼子（木内みどり） - ミチの母親・主婦
- 千田照子（秋山菜津子） - 千田の母親
- 千田小百合（志田未来） - 千田の妹
- 堤判事（もたいまさこ） - 家庭裁判所支部長・裁判官
- 高見弁護士（石丸謙二郎） - 暴力団竜崎組・顧問弁護士
- 武藤サト（桜むつ子） - 後見開始事件の本人
- （吉野紗香）
- （岩崎宏美）
- （蛭子能収）- オヤジ狩りの被害者

## 関連商品
- 少年たち DVD-BOX（2006年10月27日）
- 少年たち2 DVD-BOX（2006年10月27日）
- 少年たち3 DVD-BOX（2006年10月27日）